# Carmen, Cotabato

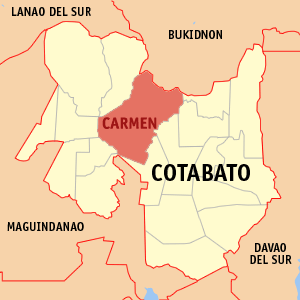
Bản đồ của Cotabato với vị trí của Carmen

Carmen là một đô thị hạng 1 ở tỉnh Cotabato, Philippines. Theo điều tra dân số năm 2000, đô thị này có dân số 45.909 người trong 9.395 hộ.

## Các đơn vị hành chính
Carmen được chia thành 28 barangay.
| - Aroman - Bentangan - Cadiis - General Luna - Katanayanan - Kib-Ayao - Kibenes - Kibugtongan - Kilala - Kimadzil - Kitulaan - Langogan - Lanoon - Liliongan | - Lumayong - Macabenban - Malapag - Manarapan - Manili - Nasapian - Palanggalan - Pebpoloan - Poblacion - Ranzo - Tacupan - Tambad - Tonganon - Tupig |